# Iznaïr
Iznaïr (en rus: Изнаир) és un poble de l'óblast de Saràtov, a Rússia, que en el cens del 2010 tenia 115 habitants. Pertany al districte municipal de Rtísxevo.